# AAカウデンセ
AAカウデンセ (ポルトガル語: Associação Atlética Caldense)は、ブラジル・ミナスジェライス州ポソス・デ・カルダスを本拠地とするサッカークラブである。

## 歴史
1925年9月7日設立。クラブはプロサッカー以外にもフットサル、水泳、バレーボール、バスケットボール、テニス、クリケット、卓球などの部門がある。最大のライバルは同じミナスジェライス州に本拠地を置くリオ・ブランコ・デ・アンドラダスFC。

## タイトル

### 国内タイトル
- カンピオナート・ミネイロ : 1回
  - 2002

- カンピオナート・パラナエンセ・セグンダ・ジヴィゾン : 1回
  - 1971

- カンピオナート・ミネイロ・ド・インテリオール : 3回
  - 1975, 2002, 2015

### 国際タイトル
なし